# 国際社会科学百科事典
国際社会科学百科事典（こくさいしゃかいかがくひゃっかじてん、International Encyclopedia of the Social Sciences）は1968年に発刊された社会科学に関する事典である。著者はデヴィッド・シリス（David L. Sills）とロバート・マートン。